# Leende
Leende è una località e un'ex-municipalità dei Paesi Bassi situata nella provincia del Brabante Settentrionale. Soppressa il 1º gennaio 1997, il suo territorio, insieme a parte dei territori di Heeze e Maarheeze è andato a costituire la nuova municipalità di Heeze-Leende.